# Чанчэм Суваннапхенг
Чанчэм Суваннапхенг (тайск. จันทร์แจ่ม สุวรรณเพ็ง; род. 25 сентября 2000, Нонгкхай) — таиландская боксёрша. Бронзовый призёр Олимпийских игр 2024 года в любителях.
Серебряная призёрша чемпионата мира 2023 года в Дели.
Суваннапхенг представляет Таиланд в полусреднем весе (до 66 кг) на Олимпийских играх 2024 года в Париже, став первой спортсменкой из провинции Нонгкхай (северо-восток Таиланда), принявшей участие в в Олимпиаде.
На Олимпийских играх 2024 года стартовала с победы над Бриджит Мбаби из ДР Конго. В четвертьфинале Чанчэм победила представительницу Турции Бусеназ Сюрменели. 6 августа проиграла в полуфинале с Иман Хелиф (Алжир).
Является действующей военнослужащей Королевских военно-воздушных сил Таиланда.